# Nicolás Arce
Nicolás Arce (La Libertad, Provincia de Mendoza, Argentina; 1 de abril de 1985) es un futbolista argentino. Juega de mediocampista o delantero y su equipo actual es Gutiérrez sport club que disputa la Liga mendocina de Argentina.

## Trayectoria
| Club                       | País      | Año           |
| -------------------------- | --------- | ------------- |
| La Libertad                | Argentina | ?-?           |
| Oriental Argentino         | Argentina | ?-?           |
| Escuela Deportiva Junín    | Argentina | 2009-2010     |
| Deportivo Rivadavia        | Argentina | 2011          |
| Huracán Las Heras          | Argentina | 2011-2012     |
| Gutiérrez SC               | Argentina | 2012-2016     |
| Gimnasia y Esgrima (M)     | Argentina | 2016-2017     |
| Huracán Las Heras          | Argentina | 2017-2019     |
| La Libertad                | Argentina | 2018-2019     |
| Centro Deportivo Rivadavia | Argentina | 2019-2020     |
| Gutiérrez Sport Club       | Argentina | 2020-2024     |
| FADEP                      | Argentina | 2024-presente |

## Palmarés

### Campeonatos nacionales
| Título           | Club         | País      | Año  |
| ---------------- | ------------ | --------- | ---- |
| Torneo Federal B | Gutiérrez SC | Argentina | 2014 |